# Tous les hommes n'habitent pas le monde de la même façon
Tous les hommes n'habitent pas le monde de la même façon est un roman de Jean-Paul Dubois paru le 14 août 2019 aux éditions de l'Olivier.
Le 4 novembre 2019, le roman reçoit le prix Goncourt 2019 à l'issue de deux tours de scrutin, par six voix contre quatre à Soif d'Amélie Nothomb.

## Résumé
Le livre raconte la biographie de Paul Hansen qu'on apprend à connaître tout d'abord dans la prison de Bordeaux pour un délit qu'il ne regrette pas d'avoir commis. L'ouvrage va donc nous retracer toute l'histoire de sa vie pour nous apprendre comment il en est arrivé là. Né dans les années 60-70 d'un pasteur protestant danois et d'une propriétaire d'un cinéma proche des idéaux de Mai 68, Paul est le fruit de cet étrange couple qui finit par se séparer lorsqu'il devient un adulte. Il grandit en France, puis, à vingt-et-un ans, part rejoindre son père au Canada. Puis vient la mort de ses parents, tous les deux ayant vécu dans la tristesse après leur divorce. Son père s'étant ruiné dans les jeux d'argent et perdant totalement la foi. Et sa mère ayant essayé tristement de refaire sa vie avec un autre homme et de voir son cinéma n'intéresser plus grand monde. Paul souffre d'avoir vu sa famille d'abord se séparer, puis s'éloigner jusqu'à perdre tout lien affectif et de les voir disparaître sans avoir pu leur faire des adieux. Paul reconstruit sa vie en s'installant à Montréal. Il est naturalisé canadien, trouve un poste de concierge/homme à tout faire dans une résidence appelée Excelsior, prend une chienne qu'il baptise Nouk et trouve l'amour, une femme, une Indienne Winona. La résidence est un endroit tranquille où s'installent des personnes âgées qui espèrent passer leurs derniers jours tranquilles. Paul travaille dur et bien. Même s'il rend plus des services en écoutant et aidant sentimentalement les résidents qu'en s'occupant du ménage, de l'électricité ou de la plomberie. Paul est alors vraiment heureux pendant près de vingt ans. Cependant, les choses se compliquent lorsque les résidents commencent à vieillir tous ensemble. Les décès s'accumulent et un nouveau gérant de l'hôtel, nommé Sedgwick, commence à forcer Paul à ne plus s'occuper des résidents pour ne se préoccuper que des tâches ménagères. Paul ne le supporte pas pour le manque de cœur dont il fait preuve. Puis un soir, Paul apprend la mort de sa femme dans un accident d'avion. Dévasté, il identifie le corps, et permet à la famille de sa défunte épouse de l'enterrer "sur ses terres". Et un soir pour oublier, il se baigne avec sa chienne dans la piscine de l'hôtel. Interdit par le règlement. Sedgwick licencie Paul sans états d'âme ou considération pour ses 20 années de bons et loyaux services ou pour la mort de sa femme. En s'apprêtant à partir, Sedgwick demande à Paul de dégager avec brutalité. Cette fois-ci, Paul libère toute sa rage qu'il a cumulée pendant des années. Il le bat, lui brise des membres et lui arrache des lambeaux de chair avec les dents. C'est ce délit qui le conduit en prison. Une fois ressorti sans amour et sans famille, Paul retourne au Danemark d'où vient son père pour recommencer une nouvelle vie.

## Personnages
Dans sa vie d'avant, pendant 26 ans, Paul Christian Frédéric Hansen, né à Toulouse (France) en 1955,  était superintendant de fait de l'Excelsior, concierge à tout faire d'un grand immeuble résidentiel de Montréal.
Johannes Hansen, son père, est né en 1930 dans le port de pêche de Skagen, à l'extrémité nord du Danemark. Intéressé par l'église ensablée de Skagen, il devient pasteur. 
Sa mère est Anna Madeleine Margerit (1930-), de Toulouse, versée dans le cinéma "art et essai".
En 1975, Johannes quitte Toulouse pour l'église méthodiste de Thetford Mines (Appalaches, Canada).
L'orgue B-3 Hammond est tenu pour les offices par Gérard Leblond.
La compagne de Paul est Winona Mapachee, Indienne Algonquine de mère irlandaise, pilote d'un avion-taxi Beaver.
Patrick Horton, co-détenu de Paul, est un Hells Angel incarcéré pour meurtre, depuis cinq ans. Cette figure de colosse assassin est respectée du pénitencier, et imprévisible, en cellule.
Noël Alexandre est l'ancien président des copropriétaires de L'Excelsior et le protecteur de l'ancien superintendant, en effet, il lui a offert ce poste alors qu'il n'avait aucune compétence relative à la gestion et l'a toujours traité très courtoisement, voire amicalement. 
Kieran Read est un résident de la copropriété et exerce le métier de « courtier en morts ». Il est le seul véritable ami de Paul depuis la mort de Noël Alexandre, de sa femme Winona, dans un crash d'avion, et de son chien Nouk, décédé d'une maladie du foie. Il est le seul qui se soit présenté à la porte de la prison pour accueillir le détenu nouvellement libéré.
Edouard Sedgwick est le successeur de Noël Alexandre au poste de président des copropriétaires. C'est un nouvel arrivant dans l'immeuble et Kieran Read ne l'appréciait pas, même avant son arrivée au pouvoir. Après son élection, il multiplie les offenses contre le superintendant, responsable des finances, dans le but visible de trouver un prétexte pour le renvoyer de ce poste.

## Accueil de la critique
- Prix Goncourt 2019
- Prix Ginkgo (Nancy, 2020), pour la version audio, lue par Jacques Gamblin[6].

## Éditions
- Éditions de l'Olivier, 2019  (ISBN 9782823615166)[4].
- Éditions Points, 2021  (ISBN 978-2-7578-6433-3)